# ماركو روكاتي
ماركو روكاتي (بالإيطالية: Marco Roccati)‏ (1 يوليو 1975 ببينيرولو في إيطاليا - ) هو لاعب كرة قدم إيطالي في مركز حراسة المرمى. لعب مع فيورنتينا ونادي أنكونا ونادي إمبولي ونادي بولونيا ونادي بيروجيا ونادي بيستويسي ونادي رافينا ونادي نابولي وFC Canavese ‏ وكالتشيو إيفريا ‏ وForlì FC ‏ ونادي دندي وASD Città di Gallipoli ‏.